# Рік Вейкман
Рік Вейкман (англ. Rick Wakeman, повне ім'я Річард Крістофер Вейкман, англ. Richard Christopher Wakeman; 18 травня 1949) — англійський клавішник і композитор, учасник рок-гурту Yes.
Народився в передмісті Перваль в Західному Лондоні. Відвідував Середню школу Маєтку Дрейтон. Вчився грі на фортепіано і кларнеті в Королівському коледжі музики.
В 1970 році Уейкман зіграв з Strawbs. Грав з Девідом Бові (його гру на фортепіано можна почути в піснях Space Oddity, Life on Mars?, Changes и Oh! You Pretty Things), Кетом Стівенсом та Алом Стюартом. В 1971 році приєднався до групи Yes, з цим гуртом виступав до 1974 року. З 1975 року працює сольним музикантом.

## Дискографія
Сольні:
- 1971 — Piano Vibrations
- 1973 — The Six Wives Of Henry VIII
- 1974 — Journey To The Centre of The Earth
- 1975 — Lisztomania
- 1975 — The Myths and Legends of King Artur
- 1976 — No Earthly Connection
- 1976 — White Rock
- 1977 — Rick Wakeman's Criminal Record
- 1979 — Rhapsodies
- 1981–1984
- 1981 — Burning
- 1983 — Cost Of Living
- 1983 — G'ole!
- 1985 — Silent Nights
- 1985 — Live At Hammersmith
- 1986 — Crimes Of Passion
- 1987 — The Family Album
- 1988 — Zodiaque
- 1988 — Time Machine
- 1988 — A Suite Of Gods
- 1989 — Sea Airs
- 1989 — Black Knights At The Court Of Ferdinand IV
- 1990 — Night Airs
- 1990 — Phantom Power (soundtrack)
- 1991–2000 A.D. Into The Future
- 1991 — Aspirant Sunrise
- 1991 — Aspirant Sunset
- 1991 — Aspirant Sunshadows
- 1991 — Rock N' Roll Prophet Plus
- 1991 — The Classical Connection 1
- 1992 — Country Airs
- 1992 — The Classical Connection 2
- 1993 — African Bach
- 1993 — Heritage Suite
- 1993 — Wakeman with Wakeman
- 1993 — Prayers
- 1993 — No Expense Spared
- 1994 — Romance Of The Victorian Age
- 1995 — Softsword — King John & The Magna Charter
- 1996 — Fields of Green
- 1999 — Return to the Centre of the Earth
- 1999 — The Masters
- 2001 — Two Sides of Yes
- 2002 — Songs of Middle Earth
- 2003 — Frost in Space
- 2004 — Almost Classical

з Mario Fasciano
- 1999 — Stella Bianka

з The Strawbs
- 1970 — Just a Collection of Antiques and Curios
- 1971 — From the Witchwood

з Yes
- 1971 — Fragile
- 1972 — Close to the Edge
- 1973 — Tales from Topographic Oceans
- 1977 — Going for the One
- 1978 — Tormato
- 1991 — Union
- 1996 — Keys to Ascension
- 1997 — Keys to Ascension 2

з Оззі Озборном
- 1995 — Ozzmosis

Живі альбоми
- 1973 — Yessongs
- 1980 — Yesshows
- 1996 — Keys to Ascension
- 1997 — Keys to Ascension 2
- 2007 — Live at Montreux 2003

Збірки
- 1975 — Yesterdays (first track)
- 1981 — Classic Yes
- 1991 — Yesyears
- 1992 — Yesstory
- 1993 — Highlights: The Very Best of Yes
- 2001 — Keystudio
- 2002 — In a Word: Yes (1969 —)
- 2003 — The Ultimate Yes: 35th Anniversary Collection
- 2005 — The Word Is Live
- 2006 — Essentially Yes